# Ravensworth, Virginia
Ravensworth är en ort (census-designated place) i Virginia, USA. Den ingår i Washingtons storstadsområde.